# Coinches
Coinches – miejscowość i gmina we Francji, w regionie Grand Est, w departamencie Wogezy.
Według danych na rok 1990 gminę zamieszkiwało 345 osób, a gęstość zaludnienia wynosiła 61 osób/km² (wśród 2335 gmin Lotaryngii Coinches plasuje się na 710. miejscu pod względem liczby ludności, natomiast pod względem powierzchni na miejscu 951.).